# MHC Voorhout
MHC Voorhout is een Nederlandse hockeyclub uit de Zuid-Hollandse plaats Voorhout. Ze speelt op Sportpark Elsgeest waar ook een voetbalclub (VV Foreholte) en tennisvereniging SVV zijn gevestigd.
De club werd opgericht op 1 december 1992. In het seizoen 2022/23 komt het eerste herenteam uit in de derde klasse en het eerste damesteam in de Vierde klasse van de KNHB.